# Adweek
Adweek (ook wel Ad Week genoemd) is een Amerikaans opinieblad, dat wereldwijd invloed heeft. Het is opgericht in 1978 en wordt uitgegeven door het tijdschriftenconcern VNU, ISSN 0199-2864.